# Emballonura serii
Emballonura serii es una especie de murciélago de la familia Emballonuridae.

## Distribución geográfica
Es endémica de Papúa Nueva Guinea.

## Hábitat
Su hábitat natural son: las cuevas